# Cesar Poppovits
Cesar Poppovits (* 9. Februar 1876 in Wien; † 6. Juni 1938 ebenda) war ein österreichischer Architekt.

## Leben
Cesar Poppovits besuchte die Schottenfelder Realschule und absolvierte die Bauschule an der Technischen Hochschule bei Karl König, die er im Jahr 1901 mit der 2. Staatsprüfung abschloss. Nach dem Studium trat Poppovits für kurze Zeit im Wiener Stadtbauamt eine Praktikantenstelle am Hochbauamt an.
Mit 29 Jahren war C. Poppovits selbstständiger Architekt, 1907 Zivilarchitekt in Wien und bereits 1908 als Chefarchitekt der „I.Internationalen Kunstgewerbe Ausstellung“ in St. Petersburg mit der Leitung und künstlerischen Ausgestaltung der österreichischen Abteilung betraut. Poppovits plante mehrere raumkünstlerische Arbeiten und führte 1909 auf der „Jagdausstellung“ in Wien die größte Gruppe, das „Kunstgewerbe“, aus. Poppovits befasste sich darüber hinaus auch mit Wohnungseinrichtungen und der Neugestaltung diverser Nobelrestaurants.
Im Rahmen seiner Beschäftigung mit außenarchitektonischen Arbeiten entstanden Gartenanlagen und Terrassenbauten wie vor dem Kursalon im Stadtpark.
Im Hochbausektor konnte Poppovits nur Kommunalbauten verwirklichen. In der Josefstadt, wo Poppovits zeitlebens wohnte, baute er die beiden bedeutendsten Wohnhausanlagen, den „Ludo-Hartmann-Hof“ und den „Therese Schlesinger-Hof“. Daneben projektierte Poppovits aber auch Universitätsinstitute und Kliniken, Schulen und bedeutende städtebauliche Projekte im Ausland.
Poppovits bemühte sich auch um die moderne Neugestaltung der Grab- und Denkmalkunst und gründete gemeinsam mit den bildenden Künstlern Alfred Basel und Leopold Forstner 1912 das erste Unternehmen für „Wiener Friedhofskunst“.
Cesar Poppovits starb 62-jährig in Wien.

## Realisierungen
- 1911 Inneneinrichtung des Restaurants „Zur großen Tabakpfeife“, Wien 1, Jasomirgottstraße 6[2]
- 1913 Innenausstattung des Kellerrestaurants „Regina“ im Palais Angerer, Wien 9, Maximilianplatz (heute: Rooseveltplatz)
- 1923–1925 Gemeindebau „Ludo Hartmann-Hof“ Wien 8, Albertgasse 13–17
- 1929–1930 Gemeindebau „Therese Schlesinger-Hof“[3], Wien 8, Schlösselgasse 14 / Wickenburggasse 15